# Bahnstadt
La Bahnstadt (letteralmente: città ferroviaria) è un nuovo quartiere della città di Heidelberg, nella regione del Baden-Württemberg (nel sud della Germania).
È in costruzione a partire dal 2016 per rispondere alla significativa crescita demografica della città e, una volta completato, sarà la più grande tenuta di case passive al mondo. Sorge alle spalle della stazione centrale di Heidelberg, in una zona precedentemente abbandonata appartenente ad uno scalo merci.
È attualmente collegata al resto della città con due linee tranviarie e alcuni bus.